# Копані (Джанкойський район)
Копа́ні (до 1945 року — Копан, крим. Qopan) — село Джанкойського району Автономної Республіки Крим. Підпорядковане Єрмаківській сільській раді. Населення становить 75 осіб.

## Географія
Копані - село на півночі району, у степовому Криму, на березі одного з заток Сиваш, висота над рівнем моря - 2 м . Сусідні села: Єрмакове за 1 км на схід та Стовпове за 1,5 км на південь. Відстань до райцентру - близько 14 кілометрів, найближча залізнична станція - Пл. 1361 Км за 2 кілометри

## Історія
Перша документальна згадка села зустрічається в Камеральному Описі Криму ... 1784 року, судячи з якого, в останній період Кримського ханства Кобан Китай входив в Діп Чонгарський кадилик Карасубазарського каймакамства .
Після захоплення Криму Російською імперією (8) 19 квітня 1783 , (8) 19 лютого 1784, на території колишнього Кримського Ханства була утворена Таврійська область і село було приписане до Перекопському повіту . Після Павловських реформ, з 1796 по 1802 рік, входило в Перекопський повіт Новоросійської губернії . За новим адміністративним поділом, після створення 8 (20) жовтня 1802 Таврійської губернії , Копань була включена до складу Біюк-Тузакчинської волості Перекопського повіту.
За Відомостями про всі селища в Перекопському повіті... від 21 жовтня 1805 року, у селі Копань значилося 6 дворів, 53 кримських татарина та 2 ясирів . На військово-топографічній карті 1817 року позначене село Копанка з 10 дворами . Після реформи волосного поділу 1829 року Копан, згідно  «Ведомости про казенних волостях Таврійської губернії 1829 р» , залишився у складі Тузакчинської волості . На карті 1842 року Копань позначена умовним знаком «мале село», тобто, менше 5 дворів .
У 1860-х роках, після земської реформи Олександра II, село приписали до Байгончецької волості того ж повіту. Згідно «Списку населених місць Таврійської губернії за відомостями 1864 року», складеним за результатами VIII ревізії 1864 року, Копан - власницьке татарське село, з 1 двором і 3 жителями при колодязях  . Згідно  «Пам'ятної книжки Таврійської губернії за 1867 рік», село Копань було покинуте жителями в 1860-1864 роках, внаслідок еміграції кримських татар, особливо масової після Кримської війни 1853-1856 років, в Туреччину  і залишалося в руїнах, але на триверстовій  мапі 1865-1876 року в селі Копань відзначені 7 дворів . Згідно енциклопедичного словника «Німці Росії», в 1888 році німцями, вихідцями з бердянських колоній, на 1100 десятинах землі, було засновано лютеранське поселення Копань, або Берберівка . В «Пам'ятній книзі Таврійської губернії 1889 року» за результатами Х ревізії 1887 записана Капан, з 5 дворами і 34 жителями.
Після земської реформи 1890 року Копань віднесли до Богемської волості.
Згідно  «... Пам'ятної книжки Таврійської губернії на 1892 рік», у селі, що становила Копаньську громаду, було 77 жителів в 11 домогосподарствах . За  «... Пам'ятною книжкою Таврійської губернії за 1900 рік»  в Копані числилося 109 жителів у 12 дворах , в 1911 році, відповідно до словника «Німці Росії», у селі числилося 73 жителі . У  Статистичному довіднику Таврійської губернії 1915  , у Богемській волості Перекопського повіту значиться село Копань  з населенням 102 жителя, з яких 101 німець .
Після встановлення в Криму Радянської влади, за постановою Кримревкома від 8 січня 1921 № 206 «Про зміну адміністративних кордонів» була скасована волосна система і в складі Джанкойського повіту був створений Джанкойський район . У 1922 році повіти перетворили в округу . 11 жовтня 1923 року, згідно з постановою ВЦВК, до адміністративний поділ Кримської АРСР були внесені зміни, у результаті яких округи були ліквідовані, основний адміністративною одиницею став Джанкойський район  і село включили до його складу. Згідно Списку населених пунктів Кримської АРСР за Всесоюзним переписом від 17 грудня 1926 року, Копань, з населенням 132 жителя  входило до складу Таганашської сільради Джанкойського району . Незабаром після початку німецько-радянської війни, 18 серпня 1941року  кримські німці були виселені, спочатку в Ставропольський край, а потім в Сибір та північний Казахстан . Після звільнення Криму від фашистів у квітні, 12 серпня 1944 було прийнято постанову № ГОКО-6372с «Про переселення колгоспників у райони Криму»  і у вересні 1944 року в район приїхали перші новосели (27 сімей) з Кам'янець-Подільської та Київської областей, а на початку 1950-х років пішла друга хвиля переселенців з різних областей України . За селом так і закріпився русифікований варіант тюркського ойконіму Qopan - Копані - одне з небагатьох кримських сіл, що зберегли давню назву.